# Lauren Bacall

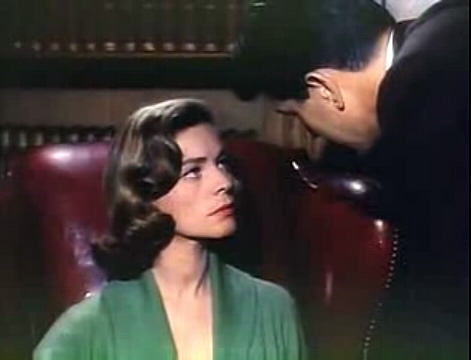
Bacall i Rock Hudson w filmie Pisane na wietrze (1956)

Lauren Bacall (wym. bəˈkɔːl), właściwie Betty Joan Perske (ur. 16 września 1924 w Nowym Jorku, zm. 12 sierpnia 2014 tamże) – amerykańska aktorka i modelka pochodzenia żydowskiego. Jej nazwisko sceniczne to nieco zmieniona wersja panieńskiego nazwiska matki – Bacal. American Film Institute umieścił ją na dwudziestym miejscu na liście największych aktorek wszech czasów (The 50 Greatest American Screen Legends).

## Życiorys
Urodziła się w rodzinie żydowskiej, jako jedyne dziecko Williama Perske (1889–1982), z zawodu sprzedawcy, którego rodzice byli emigrantami z polskiego Wołożyna, w zaborze rosyjskim, obecnie Białoruś i Nathalie Weinstein (później Bacal) (1901–1977), pracującej jako sekretarka, pochodzącej z Jassów w Królestwie Rumunii. Przez ojca była spokrewniona z Szymonem Perskim, czyli Szimonem Peresem – prezydentem Izraela, laureatem Pokojowej Nagrody Nobla. Kiedy miała 5 lat, rodzice rozwiedli się. Zamieszkała z matką i przyjęła jej poprzednie nazwisko Bacall. Uczęszczała do American Academy of Dramatic Arts w Nowym Jorku, co później zaowocowało występami w broadwayowskich produkcjach.
Do filmu trafiła w 1944 roku, dostała rolę w filmie Mieć i nie mieć, gdzie wcieliła się w postać Marie Browning. W obrazie tym partnerowała Humphreyowi Bogartowi. W 1945 roku poślubiła starszego o dwadzieścia pięć lat aktora. Mieli dwoje dzieci.
Film Mieć i nie mieć rozpoczął serię wspólnych obrazów pary Bogart-Bacall. Do 1953 zagrali wspólnie w filmach: Wielki sen, Koralowa wyspa, Mroczne przejście. W 1953 zagrała pierwszą rolę komediową u boku Marilyn Monroe i Betty Grable w Jak poślubić milionera. W 1957 Humphrey Bogart zmarł na raka krtani. Po śmierci męża nie odnosiła większych sukcesów, godnym odnotowania okazał się dopiero jej udział w Morderstwie w Orient Expresie w latach siedemdziesiątych.
W 1997 roku w wieku 73 lat otrzymała swoją pierwszą i jedyną nominację do Oscara za drugoplanową rolę w filmie Miłość ma dwie twarze. W roku 2010 Amerykańska Akademia Filmowa przyznała jej honorowego Oscara za całokształt twórczości. W 1980 otrzymała National Book Award za autobiografię Lauren Bacall by Myself.

## Życie prywatne
W latach 1945–1957 była żoną Humphreya Bogarta. Jej drugim mężem był aktor Jason Robards (1961-1969). Ich syn, Sam Robards jest także aktorem. Zmarła 12 sierpnia 2014 z powodu udaru mózgu.

## Filmografia
- 1944: Mieć i nie mieć (To Have and Have Not) jako Slim
- 1946: Wielki sen (The Big Sleep) jako Vivian Sternwood Rutledge
- 1947: Mroczne przejście (Dark Passage) jako Irene Jansen
- 1948: Koralowa wyspa (Key Largo) jako Nora Temple
- 1950: Młody człowiek z trąbką (Young Man with a Horn) jako Amy North
- 1953: Jak poślubić milionera (How to Marry a Millionaire) jako Schatze Page
- 1955: Pajęczyna (The Cobweb) jako Meg Faversen Rinehart
- 1955: Chiński szlak (Blood Alley) jako Cathy Grainger
- 1956: Pisane na wietrze (Written on the Wind) jako Lucy Moore Hadley
- 1957: Żona modna (Designing Woman) jako Marilla Hagen
- 1964: Terapia szokowa (Shock Treatment) jako dr Edwina Beighley
- 1966: Ruchomy cel (Harper) jako Elaine Sampson, żona
- 1974: Morderstwo w Orient Ekspresie (Murder on the Orient Express) jako pani Hubbard
- 1976: Rewolwerowiec (The Shootist) jako Bond Rogers
- 1989: Kolacja o ósmej (Dinner at Eight) jako Carlotta Vance
- 1990: Misery jako Marcia Sindell
- 1993: Portret (The Portrait) jako Fanny Church
- 1994: Prêt-à-Porter (Prêt-à-Porter) jako Slim Chrysler
- 1996: Obywatele prezydenci (My Fellow Americans) jako Margaret Kramer
- 1996: Miłość ma dwie twarze (The Mirror Has Two Faces) jako Hannah Morgan
- 1999: Brylanty (Diamonds) jako Sin-Dee
- 1999: Sekrety milionerki (Too Rich: The Secret Life of Doris Duke) jako Doris Duke
- 2000: Presence of Mind jako Mado Remei
- 2001: Marilyn Monroe: Ostatnie dni (film dokumentalny) jako ona sama
- 2002: Greta Garbo - Samotna gwiazda jako narrator
- 2003: Dogville jako Ma Ginger
- 2004: Narodziny (Birth) jako Eleanor
- 2004: Ruchomy zamek Hauru jako Wiedźma z Pustkowia (głos, amerykański dubbing)
- 2004: The Limit jako May Markham
- 2005: W cieniu matki (These Foolish Things) jako Dame Lydia
- 2005: Manderlay jako mama
- 2006: These Foolish Things jako Damy Lydia
- 2007: Facet do towarzystwa jako Natalie Van Miter
- 2008: Eve jako babcia
- 2009: Entertainment Tonight jako ona sama
- 2010: Wide Blue Yonder jako May
- 2011: Reagan (film dokumentalny) jako narrator
- 2012: The Forger jako Anne-Marie
- 2013: Ernest & Celestine jako Lucienne (głos)
- 2014: Family Guy jako matka Petera (głos; odcinek Mom's the Word)
- 2014: Trouble Is My Business jako Evelyn Montemar

## Nagrody
- Nagroda Akademii Filmowej 2010 Oscar Honorowy
- Złoty Glob Najlepsza aktorka drugoplanowa: 1997 Miłość ma dwie twarze
- Nagroda Gildii Aktorów Ekranowych Najlepsza aktorka w roli drugoplanowej: 1996 Miłość ma dwie twarze